# San Pablo, San Luis
San Pablo är en ort i Argentina.   Den ligger i provinsen San Luis, i den centrala delen av landet, 700 km väster om huvudstaden Buenos Aires. San Pablo ligger 727 meter över havet och antalet invånare är 192.
Terrängen runt San Pablo är platt. Runt San Pablo är det mycket glesbefolkat, med 7 invånare per kvadratkilometer.. Närmaste större samhälle är Tilisarao, 8,1 km söder om San Pablo.
Trakten runt San Pablo består till största delen av jordbruksmark.